# 敦盛 (幸若舞)
『敦盛』（あつもり）は、幸若舞の演目のひとつ。作者と具体的な製作年は不詳。

## あらすじ
1184年（元暦元年）（平家方の呼ぶ寿永2年）、治承・寿永の乱（源平合戦）の一戦である須磨の浦における「一ノ谷の戦い」で、平家軍は源氏軍に押されて敗走をはじめる。 平清盛の甥で平経盛の子、若き笛の名手でもあった平敦盛は、退却の際に愛用の漢竹の横笛（青葉の笛・小枝）を持ち出し忘れ、これを取りに戻ったため退却船に乗り遅れてしまう。敦盛は出船しはじめた退却船を目指し渚に馬を飛ばす。退却船も気付いて岸へ船を戻そうとするが逆風で思うように船体を寄せられない。敦盛自身も荒れた波しぶきに手こずり馬を上手く捌けずにいた。
そこに源氏方の熊谷直実が通りがかり、格式高い甲冑を身に着けた敦盛を目にすると、平家の有力武将であろうと踏んで一騎討ちを挑む。敦盛はこれに受けあわなかったが、直実は将同士の一騎討ちに応じなければ兵に命じて矢を放つと威迫した。多勢に無勢、一斉に矢を射られるくらいならと、敦盛は直実との一騎討ちに応じた。しかし悲しいかな実戦経験の差、百戦錬磨の直実に一騎討ちでかなうはずもなく、敦盛はほどなく捕らえられてしまう。
直実がいざ頸を討とうと組み伏せたその顔をよく見ると、元服間もない紅顔の若武者。名を尋ねて初めて、数え年16歳の平敦盛であると知る。直実の同じく16歳の子熊谷直家は、この一ノ谷合戦で討死したばかり、我が嫡男の面影を重ね合わせ、また将来ある16歳の若武者を討つのを惜しんでためらった。これを見て、組み伏せた敵武将の頸を討とうとしない直実の姿を、同道の源氏諸将が訝しみはじめ、「次郎（直実）に二心あり。次郎もろとも討ち取らむ」との声が上がり始めたため、直実はやむを得ず敦盛の頸を討ち取った。
一ノ谷合戦は源氏方の勝利に終わったが、若き敦盛を討ったことが直実の心を苦しめる。合戦後の論功行賞も芳しくなく同僚武将との所領争いも不調、翌年には屋島の戦いの触れが出され、また同じ苦しみを思う出来事が起こるのかと悩んだ直実は世の無常を感じるようになり、出家を決意して世をはかなむようになる。

## 史実
熊谷直実の父・熊谷直貞は坂東平氏の平盛方の子で私市姓熊谷家の養子となったという家系の伝承があり、同時に直実は源氏方の武将であった。このことが、当演目に深みを与えている。
なお、直実の嫡男直家の一ノ谷の戦いでの戦死は脚色である。実際にはその戦いで深手は負ったものの回復しており、後に家督を継いで53歳で死去している。これは当時の平均寿命を全うしたといえる年齢である。

## 織田信長と『敦盛』
直実が出家して世をはかなむ中段後半の一節に、
という詞章があり、織田信長がこの後段太字部分を特に好んで演じたと伝えられている。
特に桶狭間の戦い前夜、今川義元軍の尾張侵攻を聞いて出陣する際、まず『敦盛』のこの一節を謡い舞い、陣貝を吹かせた上で具足を着け、立ったまま湯漬を食したあと甲冑を着けて出陣したという『信長公記』の伝記がある。
この部分の意味としてはそもそも「人間（じんかん、又は、にんげん）」は、人の世の意であり、人の世における50年の意である。
また、「下天」は、三界における上天に対する下天のことで、欲界の天、六欲天を指す。この内に、最上の第6天 他化自在天（たけじざいてん）～最下の第1天 四大王衆天（しだいおうしゅてん）があり、最下の四大王衆天でも一昼夜は人間界の50年に相当する。
即ち、「人間五十年、下天の内をくらぶれば、夢幻の如くなり」は、つまり「人の世における50年は下天の内の最下の四大王衆天でも一日にしかあたらない。夢幻のようなものだ」という意味になる。この一節は天界を比較対象とすることで人の世の時の流れの儚さについて説明している

## 現代における『敦盛』
全国で唯一福岡県みやま市瀬高町大江所在の幸若舞保存会が、1787年（天明7年）ごろ山本四郎左衛門の大頭流として伝わって以来の口伝継承を保存している。
一般的に実際の演舞を伴わない演目内容のみの口承伝承であるため、近代以降幸若舞が舞われることは極めて稀になってからは、節回しや詳細な振り付けが不明となっているが、同会では、平家物語を題材としたものを中心に伝承している42曲の台本のうち、『日本記』、『浜出』、『安宅』、『高舘』、『夜討曽我』など8曲について、節回しを再現してきた。
同会の演じる幸若舞は毎年1月20日に大江天満神社の幸若舞堂にて奉納演舞される慣しとなっており、1976年（昭和51年）に重要無形民俗文化財に指定されている。
『敦盛』の節回しについても、第27代幸若舞家元の江崎恒隆、第30代家元兼幸若舞保存会会長の松尾正巳らの手によって、2005年（平成17年）より大量の歴史資料検証による再現作業が重ねられ2007年（平成19年）7月に復元が完了し、2008年（平成20年）1月20日の大江天満神社奉納演舞の際、松尾が主役である太夫（たゆう）、江崎が鼓方（つづみがた）を務めて復元披露され、同曲の節回しに関して全国から問合せが集まるようになった。
なお敦盛の動画は、地元のアマチュアカメラマンによって撮られた2009年（平成21年）の舞が、約2分15秒に編集されてYouTubeに紹介されている。さらに2009年2月に幸若舞保存会による公演が京都で行われ、『安宅』とともに上演された。その時の記録がCD、およびDVDとして、京都市立芸術大学の日本伝統音楽研究センターより刊行されている。